# Ходжиматов, Минхажидин Мирзажанович
Минходжиддин Мирзо (настоящее имя: Минходжиддин Мирзаджонович Ходжиматов, родился 30 июля 1965 года в Андижане) — узбекский журналист, поэт, государственный деятель, с 26 февраля 2013 по 19 октября 2014 года министр по делам культуры и спорта Узбекистана. Член Союза писателей Узбекистана.
В сентябре 2019 года назначен руководителем Республиканского центра духовности и просветительства Республики Узбекистан. Работает под псевдонимом Минходжиддин Мирзо.

## Биография
Минходжиддин Мирзо (Хожиматов Минходжиддин Мирзаджонович) родился 30 июля 1965 года в городе Андижане в семье служащего. В 1982 году окончил среднюю школу № 30 г. Андижан.
В 1990 году окончил факультет журналистики Ташкентского государственного университета.

## Трудовая деятельность
Свою трудовую деятельность начал с должности редактора в главной редакции литературно-драматических передач Узбекского радио. В 1990—1998 годах работал главным редактором в различных редакциях. В 1999 году он был награжден медалью «Шухрат». В 2002 году получил почетное звание заслуженного журналиста Узбекистана.
В 2012—2013 годах был первым заместителем председателя телерадиокомпании Узбекистана. 25 февраля 2013 года указом Президента Республики Узбекистан назначен на должность Министра по делам культуры и спорта Республики Узбекистан. С 2014 по 2017 гг. был главным редактором журнала «Гулистан». 2017—2018 гг. — в Исполнительном аппарате Президента Республики Узбекистан руководитель сектора подготовки и освещения мероприятий Пресс-службы Президента.
2018—2019 годы Первый заместитель председателя Союза писателей Узбекистана.
В разные годы исполнял на общественных началах обязанности председателя Национального совета по развитию и координации эстрадной культуры, председателя Совета обществ дружбы культурно-просветительских связей Узбекистана с зарубежными странами.
В качестве педагога Минходжиддин Мирзо преподавал в Академии государственного управления, Университете мировых языков, Институте культуры и искусств, Исламском университете, Университете узбекского языка и литературы имени Алишера Навои. В настоящее время работает по совместительству в Национальном университете имени Мирзо Улугбека. Доктор философии по филологии.
Минходжиддин Мирзо принимал активное участие в литературных конференциях, прошедших в России, Белоруссии, Таджикистане, Казахстане, Киргизии, и внес значительный вклад в дело популяризации узбекской литературы и укрепления литературных связей.
Минходжиддин Мирзо принимал значительное участие в формировании новой структуры Союза писателей Узбекистана, выведении творчества, равно как и управленческих документов, на новый уровень, укреплении международных литературных связей, повышении активности писателей и поэтов в процессе общественного обновления, духовного развитию, поддержке молодых творческих работников и развитии работ по художественному переводу. В настоящее время он работает руководителем Республиканского центра духовности и просветительства. с 2020 года — член Сената Олий Мажлиса.

## Творчество
Опубликованы сборники стихов поэта «Нилуфар» «Лилия» (1996 г.), «Висол хабари» «Весть свидания» (2002 г.), «Юлдузим» «Моя звезда» (2007 г.), «Кўнглим куртаклари» «Ростки моей души» (2015 г.), «Гуллаш пайти келди, боғларим» «Пора цвести, мои сады» (2015 г.), «Муҳаббат, қаршингда бу жоним надир» «Что же моя эта жизнь перед тобой, о любовь» (2021 г.), сборники эссэ «Саодатга элтувчи қудратли куч» «Могучая сила, ведущая к счастью» (2008 г.), «Улуғ халқ қудратининг тажассуми» «Воплощение силы великого народа» (2021 г.). Изданы его дастаны «Қайғу гули» «Цветок печали», посвященный Боборахиму Машрабу, «Соҳибқирон ёғдуси» «Свет Сахибкирана» на основе уложений Амира Темура, «Соғинч салтанати» «Царство тоски» о Бабуре. Он переводил на узбекский язык стихи А.Пушкина, Р.Гамзатова, Дж. Байрона, С.Есенина, М.Лермонтова, Г.Гейне, а также японских, русских, белорусских, арабских поэтов. В 2019 году в его переводе вышли книги «Оқ турналар» «Белые журавли» на основе стихов Расула Гамзатова и «Салом сенга, меҳр диёри» «Здравствуй, земля любви», включающий в себя примеры белорусской поэзии.
Его, как литературоведа, статьи о таких представителях узбекской литературы, как Алишер Навои, Бабур, Абдулла Кадыри, Абдурауф Фитрат, Эркин Вахидов, Абдулла Орипов, Чустий, Рауф Парфи, Икрам Атамурад, Эркин Малик, Саъдулла Хаким, Аъзам Октам, а также мировой литературы, как Иван Бунин, Расул Гамзатов, Чингиз Айтматов, Абай, внесли достойный вклад в совершенствование национальной литературы и развитие международных литературных связей.
Многие его научные статьи и творческие работы опубликованы в научных и литературных изданиях таких стран, как США, Индия, Турция, Казахстан, Россия, Бельгия, Пакистан, Украина.
Несколько его стихотворений переведены на английский, русский, таджикский, корейский, кыргызский, каракалпакский языки.